# Voice of the Ocean
Voice of the Ocean är en svensk stiftelse grundad 2019, som har till ändamål att bedriva, stödja och främja forskning och utbildning om havet och dess dynamiska processer och historia. Med ett helhetsgrepp vill stiftelsen öka kunskapen kring samspelet mellan människor och hav över tid och in i framtiden.
Genom att tillhandahålla unik data, forskningsmetoder och infrastruktur. Stödjer stiftelsen forskare inom både oceanografi och marinarkeologi.
Stiftelsen vill sprida kunskap om havets mångfacetterade natur, kultur och historia och erbjuda nya perspektiv. Stiftelsen vill främja kunskap och samlar in data om havet i både Östersjön och Västerhavet. Datan distribueras fritt genom en portal som kallas Observations Portal. 

Stiftelsen vill öka havsmedvetenheten i samhället, både hos beslutsfattare och hos allmänheten. Bland annat har stiftelsen tillsammans med Lasse Åberg tagit fram en bok om havet, med lärarhandledning för att ge stöd åt utbildning. Även ett flertal böcker om vrak, skeppsbrott och konst har givits ut tillsammans med bokförlaget Max Ström.